# Домашний ребёнок
«Домашний ребёнок» — российский журнал для родителей, представляющий альтернативную общераспространённым представлениям точку зрения по вопросам, касающимся рождения, воспитания и образования детей, семьи, здоровья и образа жизни современного человека. Отдельное внимание уделяется темам: естественное родительство, домашние роды, грудное вскармливание, домашнее обучение, антипотребительство.
Основные рубрики: «Ожидание», «Роды», «Малыш», «Постарше», «Образование», «Здоровье», «Еда», «Места».

## История
Журнал был создан Екатериной и Филиппом Перховыми без поддержки государственных, политических или коммерческих структур:
Сомневаться и осознанно воспринимать любую информацию» – призывают со страниц российского журнала с уже международной известностью «Домашний ребенок» его создатели. Это самое важное, но и, пожалуй, самое трудное. Как для молодых неопытных мам и пап, зачастую готовых бросаться из крайности в крайность, так и для старшего поколения, привыкшего следовать традициям и догмам.Катерина и Филипп Перховы
Происхождение названия журнала объясняется авторами следующим образом:
Для нас дом - это маленькая Вселенная, символ независимости, творческой свободы, самосовершенствования и простого человеческого счастья. Никакой массовый продукт не сравнится с тем, что создано любящими руками. Домашний хлеб, домашнее воспитание, домашние традиции, дом на своей земле или дом на колесах. То настоящее, простое, живое, что важно для каждого человека Редакция журнала «Домашний ребёнок»
Российское интернет-издание Частный Корреспондент также отметило появление первого в России журнала, посвященного альтернативному родительству:
Домашние роды, грудное вскармливание, слингоношение, совместный сон, натуральные средства гигиены, домашнее обучение – все это (и еще много другого) можно объединить термином «естественное родительство». Это течение, которое уже давно присутствует в мире, какое-то время назад дошло и до России. Появился журнал «Домашний ребенок», полностью посвященный этой теме. С его главным редактором Катериной Перховой встретился «Частный Корреспондент».Мария Русакова. «Частный Корреспондент»
28 ноября 2012 года Оргкомитет Международного Конгресса Инновационного Образования — Eduimportance 2012 пригласил главного редактора журнала «Домашний ребёнок» Катерину Перхову выступить на секции «Современные сервисы для образования родителей» и рассказать о том, как интернет-сообщество родителей создало своё СМИ и общественное движение.
Для меня было большой радостью узнать о том, что в России появился новый журнал - «Домашний ребёнок». Сегодня, когда развитие человека изучают широко и разносторонне, необходимо новое поколение изданий, которые станут посредниками между знаниями, содержащимися в научных публикациях и каждодневным родительским опытом.Оден, Мишель
Когда молодая пара, издающая в России журнал «Домашний ребёнок», присоединились к нам на конференции в Копенгагене, я даже представить не могла, что эта встреча будет началом таких удивительных проектов, возрождающих движение в поддержку естественных родов на международном уровне.Jan Tritten, главный редактор международного журнала Midwifry Today (США)

## Авторы
В числе авторов публикуемых в журнале материалов — Мишель Оден, Лебуайе, Фредерик, Станислав Гроф, Борис Бим-Бад, Галина Шаталова, Ina May Gaskin. Главный редактор журнала —Катерина Перхова. Издатель журнала — Филипп Перхов

## Естественное родительство
Журнал поддерживает идеи международного движения англ. attachment parenting (стиль сближения), которое в России называется естественное родительство.
Среди авторов журнала — Боб Сирс, который как и его отец Уильям Сирс является ведущим мировым экспертом в области естественного родительства.
Однако, авторы журнала Домашний ребёнок не призывают к фанатичному следованию идеям «естественного родительства», что подтвердила главный редактор журнала Катерина Перхова в своем интервью на радио «Моя семья» в программе, посвященной «естественному родительству»:
Естественное родительство - не религия, это просто стиль жизни <...> Это совершенно осознанный шаг. И все что мы делаем, за этим стоят очень долгие часы и дни обдумывания, изучения литературы, общения с экспертами. Это не некая мода, это просто наш выбор.Катерина Перхова

## Критика журнала
Критика журнала представлена в статье «Движение Нью Эйдж и контроль деторождения в России», размещенной на сайте demographia.ru:
Преданность движению Нью Эйдж подкрепляется в журнале «Домашний ребенок» размещением на задней странице обложки рекламы акции «Зеленый палец» фонда WWF, (о проводимых этим фондом мероприятиях по снижению рождаемости см. выше), и пропагандой экопоселений.Соколова Нина Александровна
Еще одна критическая статья размещена на сайте газеты Известия:
Журнал «Домашний ребенок» Филиппа и Катерины Перховых перепечатывает интервью священников, а на соседних страницах пропагандирует гомосексуальные связи, «космоэнергетику», антропософию и «вальдорфскую педагогику».Известия